# Kreis Gemünd
Der Kreis Gemünd war ein Landkreis in der Eifel im ehemaligen Regierungsbezirk Aachen. Er wurde bei der Verwaltungsneugliederung der preußischen Rheinprovinzen im Jahr 1816 aus den französischen Kantonen Gemünd und Schleiden gebildet und bestand bis 1829. Sitz des Landratsamtes war das heutige Gemünd. Der Kreis Gemünd war der Vorläufer des Kreises Schleiden, der 1829 aus dem Kreis Gemünd entstand.

Der einzige Landrat des Kreises Gemünd war Clemens August Freiherr von Syberg (1754–1833), Herr von Burg Eicks

## Geschichte
Im Zuge der Besitzergreifung der Rheinlande durch Preußen nach dem Zweiten Pariser Frieden im April 1815 wurden in den Rheinprovinzen Regierungsbezirke gebildet, die in Kreise unterteilt waren, an deren Spitze – zunächst kommissarisch – Landräte standen. Mit dem zweiten Erlass zur Organisation der Rheinprovinzen vom 9. November 1815 wurde der Regierungsbezirk Aachen als Teil der „Nördlichen Provinz Kleve-Berg“ eingerichtet. Wenige Tage später erfolgte eine Umorganisation, in deren Folge dieser Regierungsbezirk Aachen zum Großherzogtum Niederrhein kam, zu dem auch die Regierungsbezirke Koblenz und Trier gehörten.
Zum 1. Mai 1816 wurde der Kreis Gemünd in der preußischen Provinz „Großherzogtum Niederrhein“, Regierungsbezirk Aachen, aus vierzehn Bürgermeistereien gebildet, die zuvor zu den französischen Kantonen Gemünd und Schleiden gehört hatten:
- Bleibuir mit Bergbuir, Bleibuir, Hergarten und Vlatten
- Dreiborn mit Anstois, Berescheid, Dreiborn, Herhahn, Morsbach, Nierfeld, Olef und Scheuren
- Eicks mit Berg, Eicks, Floisdorf, Glehn und Hostel
- Gemünd mit Gemünd, Malsbenden und Wolfgarten
- Heimbach mit Blens, Hasenfeld, Hausen und Heimbach
- Holzmülheim mit Bouderath, Buir, Engelgau, Frohngau und Holzmülheim
- Kall mit Kall, Rinnen und Sistig
- Keldenich mit Keldenich und Sötenich
- Nöthen mit Bergrath, Gilsdorf, Nöthen und Pesch
- Schleiden mit Schleiden, Broich, Bronsfeld, Harperscheid, Oberhausen und Schöneseiffen
- Vussem mit Bergheim, Breitenbenden, Harzheim, Holzheim, Lorbach, Mechernich, Roggendorf, Strempt und Vussem
- Wallenthal mit Dottel, Heistert, Kalenberg, Scheven und Wallenthal
- Weyer mit Kallmuth, Weyer (Mechernich) und Zingsheim
- Wollseifen mit Einruhr und Wollseifen

Mit der Auflösung des Kreises Blankenheim im Jahre 1818 kamen weitere 12 Bürgermeistereien zum Kreis Gemünd:
- Blankenheim mit Blankenheim, Blankenheimerdorf, Mülheim und Reetz
- Dahlem mit Dahlem
- Dollendorf mit Ahrhütte rechts der Ahr, Alendorf, Dollendorf, Hüngersdorf, Nonnenbach, Ripsdorf und Waldorf
- Hellenthal mit Hellenthal, Kirschseiffen und Wollenberg
- Hollerath mit Giescheid, Hollerath, Ramscheid und Rescheid
- Kronenburg mit Baasem und Kronenburg
- Lommersdorf mit Ahrdorf, Ahrhütte links der Ahr, Freilingen, Lommersdorf und Uedelhoven
- Marmagen mit Marmagen, Nettersheim, Schmidtheim und Urft
- Reifferscheid mit Reifferscheid, Oberreifferscheid, Blumenthal und Wiesen
- Tondorf mit Rohr, Tondorf  und Lindweiler
- Udenbreth mit Berk, Frauenkron, Schnorrenberg und Udenbreth
- Wahlen mit Benenberg, Diefenbach, Gillenberg, Hecken, Heiden, Krekel, Kreuzberg, Oberschömbach, Roder, Rüth, Unterschömbach, Wahlen, Wildenburg und Winten

Die zehn Bürgermeistereien Dahlem, Hellenthal, Hollerath, Kall, Kronenburg, Reifferscheid, Schleiden, Udenbreth, Wahlen und Wollseifen besaßen zwischen 1816 und 1819 eine Sonderstellung. Sie hatten in der Franzosenzeit zu den drei Kantonen Kronenburg, Reifferscheid und Schleiden gehört. Diese drei Kantone wurden in einem Geheimvertrag am 18. September 1816 von Preußen an das Herzogtum Mecklenburg-Strelitz abgetreten, wurden jedoch weiterhin von Preußen verwaltet. 1819 kaufte Preußen diese Gebiete für 1 Million Taler zurück.
Der Kreis Gemünd umfasste 1820 eine Fläche von 15,03 Quadratmeilen. Die Statistiken für die Jahre 1817/18 weisen 161 Kirchen und Bethäuser, 44 öffentliche und 7988 private Gebäude aus. Er hatte 29.424 Einwohner, davon waren 1345 Protestanten und 140 Juden. Landrat des Kreises Gemünd war der Herr von Burg Eicks, Clemens August Freiherr von Syberg (* 8. Dezember 1754, † 21. April 1833). Die Verwaltungsräume befanden sich im „Bäckergässchen“ in Gemünd, wo der Kreis-Sekretär Schröder wirkte.
Bis 1827 wurde die Zahl der Bürgermeistereien von ursprünglich 26 auf 23 verringert:
- Die Bürgermeisterei Dahlem wurde aufgehoben und in die Bürgermeisterei Kronenburg eingegliedert.
- Die Bürgermeisterei Reifferscheid wurde aufgehoben und in die Bürgermeisterei Hellenthal eingegliedert.
- Die Bürgermeisterei Wollseifen wurde aufgehoben und in die Bürgermeisterei Dreiborn eingegliedert.

Durch „Allerhöchste Kabinettsordre“ wurde am 24. Oktober 1829 das Landratsamt von Gemünd nach Schleiden verlegt und am 29. November per Ministererlass der Kreis Gemünd in Kreis Schleiden umbenannt. Nach der Pensionierung des Landrates von Syberg war Schleiden als Kreuzungspunkt der geplanten Fernstraßen von Koblenz und Trier und nach Aachen in den Blickpunkt gekommen und konnte entsprechende Verwaltungsräume im leerstehenden herzoglich-arenbergischen Schloss Schleiden anbieten.